# 1942 Jablunka
1942 Jablunka este un asteroid din centura principală, descoperit pe 30 septembrie 1972 de Luboš Kohoutek.